# Escut de Myanmar
L'escut de Myanmar, l'antiga Birmània, fou adoptat originàriament arran de la independència el gener del 1948. El motiu central és el mapa de l'Estat birmà, amb dos lleons adossats com a suport a banda i banda, símbol de saviesa, força i valor, i tot plegat damunt una filigrana vegetal de tipus tradicional birmà; a la part inferior hi figura una inscripció dins una cinta. La versió actual data de l'any 2011.

## Història
Des del segle xviii fins a la independència republicana, l'emblema reial de Birmània, utilitzat també durant el protectorat britànic, havia estat el paó verd, considerat símbol nacional birmà.
Al primer escut republicà, del 1948, a dalt de tot hi figurava un tercer chinthe mirant de cara i el text de dins la cinta deia ပြည်ထောင်စု သမတမြန်မာ နိုင်ငံတော်, és a dir 'República de la Unió de Birmània', el nom oficial del nou Estat. El motiu central estava envoltat d'un cercle on es podia llegir el verset 194 del capítol XIV («Buddhavagga», 'Versets sobre el Buda') del Dhammapada en pali: သမဂ္ဂါနံ တပေါ သုခေါ (samagganaṃ tapo sukho), que es podria traduir com 'la felicitat per l'harmonia', o bé 'el benestar per la unitat'.
La constitució del 1974, adoptada, hi va introduir diverses modificacions d'acord amb la seva orientació socialista: el mapa se sobreposava damunt una roda dentada (símbol de la indústria), el chinthe superior fou substituït per una estrella blanca de cinc puntes i el cercle amb la inscripció budista es convertia en un parell de rams d'olivera entrellaçats (símbol de la pau). A la cinta inferior hi havia la inscripció ပြည်ထောင်စု ဆိုရှယ်လစ်သမ္မတ မြန်မာနိုင်ငံတော်, és a dir, 'República Socialista de la Unió de Birmània', el nou nom oficial de l'Estat.
El 1988, després del cop d'estat del Consell d'Estat per a la Restauració de la Llei i l'Ordre, es van retirar de la inscripció els mots «República Socialista».
Arran de l'adopció de la constitució del 2008, l'escut passa a ser estrictament bicolor, gules i or, i hi desapareix també la roda dentada típicament socialista. A la part inferior, la frase de la cinta és ပြည်ထောင်စု သမ္မတ မြန်မာနိုင်ငံတော် (Pyidaunzu Thanmăda Myăma Nainngandaw), és a dir 'República de la Unió de Myanmar'.

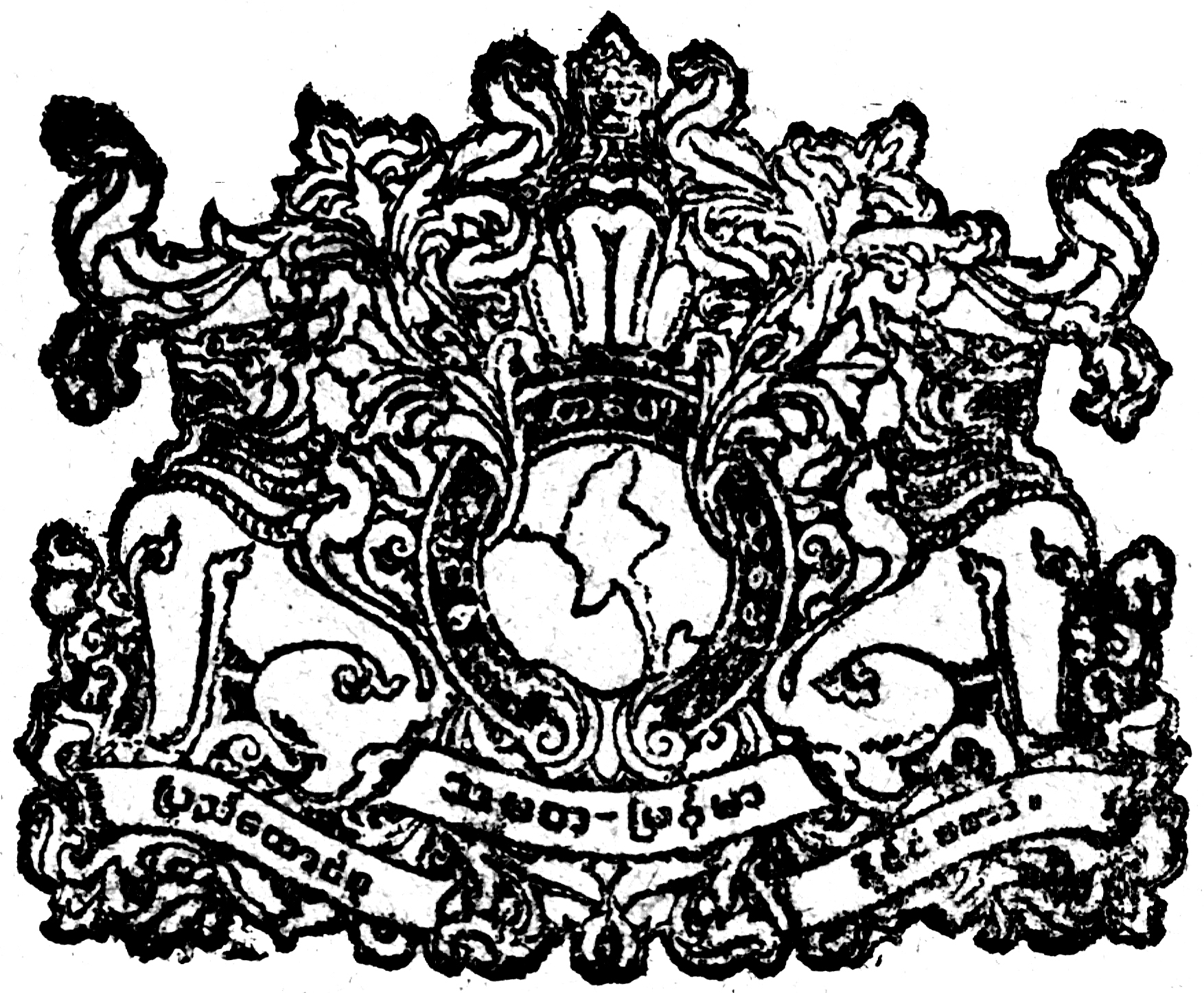
Escut de la Unió de Birmània (1948-1974)
Escut de la República Socialista de la Unió de Birmània (1974-1988)
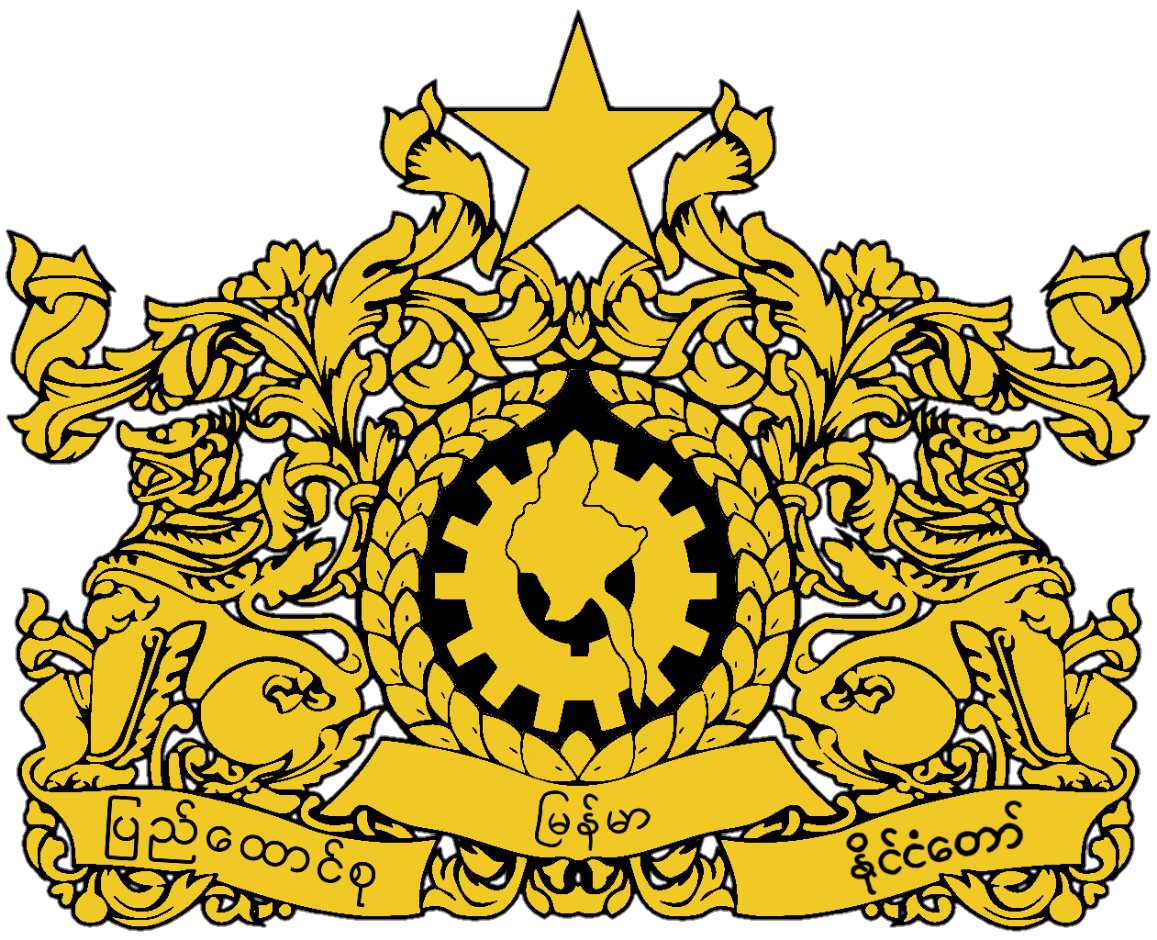
Escut de la Unió de Myanmar (1988-2011)